# Daniela Kittner
Daniela Kittner (* 1963) ist eine österreichische Journalistin. Sie war von November 2018 bis 2022 Leiterin des Innenpolitik-Ressorts der österreichischen Tageszeitung Kurier.

## Leben

### Bildung
Kittner maturierte 1982 in einem Gymnasium in Villach und studierte danach Publizistik und Italienisch an der Universität Wien. Ihr Studium schloss sie 1993 mit einer Dissertation über das Zeitungssterben aus Anlass der Einstellung der AZ ab.

### Beruf
Kittner begann ihre journalistische Laufbahn bei der Wochenzeitung Die Furche und für die Institutszeitung Medialist, für welche sie erste Artikel verfasste. Von 1986 bis 1989 war sie für den Kurier tätig, ab 1989 dann bis zu deren Einstellung für die Arbeiter-Zeitung. 1992 war sie für 3 Monate in der Redaktion der ZiB beschäftigt und absolvierte dort eine Ausbildung über die Gestaltung von Fernsehbeiträgen, ab dem Herbst desselben Jahres war sie für ein Jahr bei dem Wochenmagazin News tätig. Seit dem September 1993 arbeitet sie wieder für den Kurier, wobei sie von September 1993 bis November 2018 als Kolumnistin im Innenpolitikressort der Zeitung tätig war. 
Ab November 2018 war sie schließlich Leiterin des Innenpolitik-Ressorts des Kuriers. Sie folgte auf dieser Position Josef Votzi nach. Mitte 2022 wurde sie von Martin Gebhart in dieser Funktion abgelöst.

## Auszeichnungen
- Journalist des Jahres 2006 in der Kategorie Innenpolitik[4]